# Horacio José Álvarez

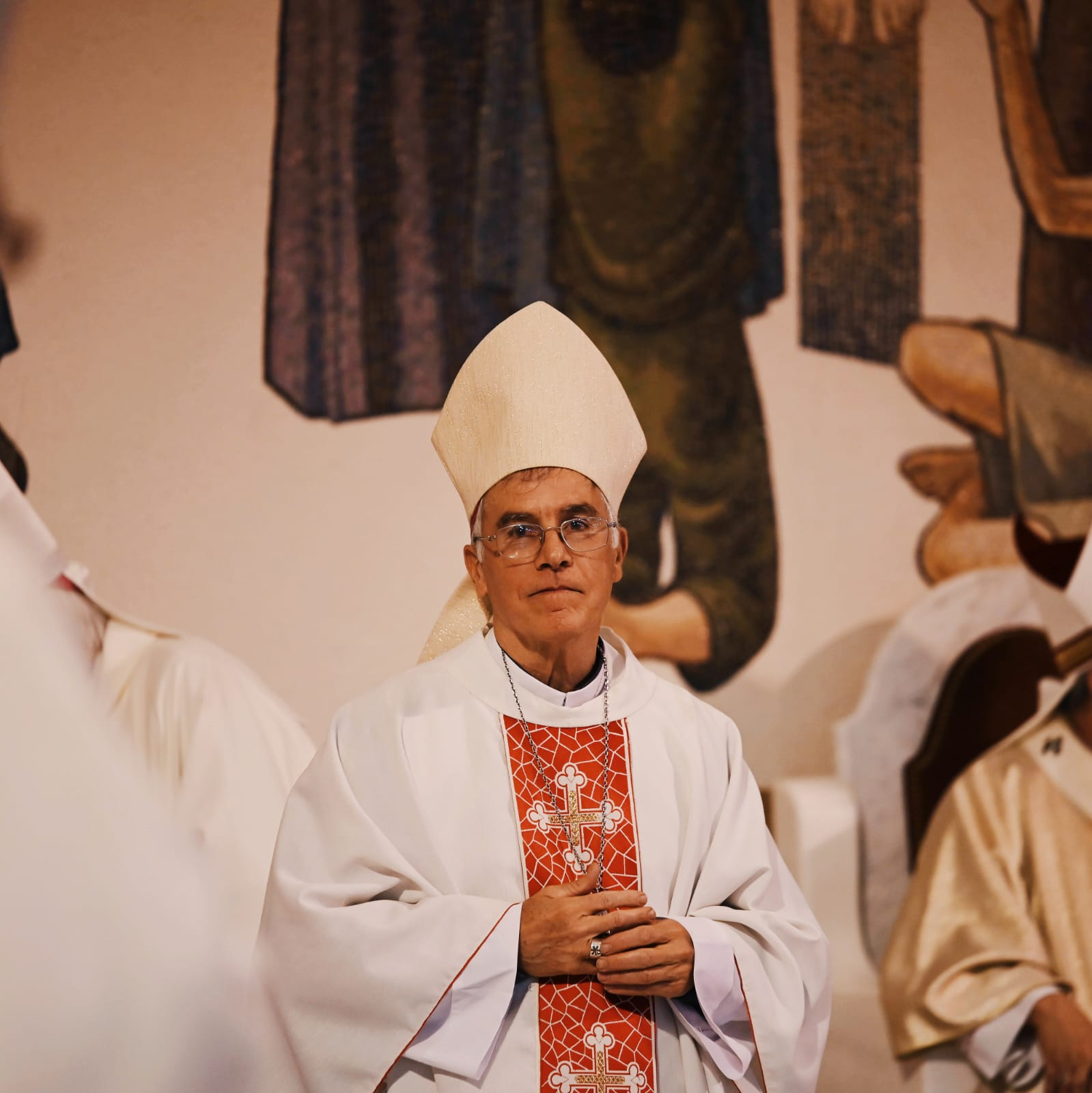
Horacio José Álvarez

Horacio José Álvarez (* 24. Februar 1957 in Córdoba) ist ein argentinischer römisch-katholischer Geistlicher und Weihbischof in Córdoba.

## Leben
Horacio José Álvarez begann zunächst ein Studium der Ingenieurwissenschaften an der Nationalen Universität Córdoba. Ab 1976 studierte er Philosophie und Katholische Theologie am Priesterseminar in Córdoba. Am 3. Dezember 1981 empfing er das Sakrament der Priesterweihe für das Erzbistum Córdoba.
Álvarez war nach der Priesterweihe zunächst als Pfarrvikar in Villa del Rosario tätig, bevor er 1984 Pfarrvikar und später schließlich Pfarrer der Pfarrei Nuestra Señora Madre de Dios y Madre de la Iglesia in Córdoba wurde. Ab 1985 war er zusätzlich für die Unio Apostolica im Erzbistum Córdoba zuständig und wirkte in der Priesterausbildung am Priesterseminar in Córdoba. Von 1987 bis 1991 war er Pfarrvikar der Pfarrei Espíritu Santo y Resurrección del Señor und Sekretär des Priesterrats. Nachdem Álvarez anschließend kurzzeitig als Pfarrer der Pfarrei María Madre del Redentor y de los Santos Juan y Pablo und als Beichtvater am Priesterseminar in Córdoba gewirkt hatte, wurde er 1992 dessen Regens. Von 1997 bis 2005 war er Pfarrer der Pfarrei San José in Villa Carlos Paz und ab 1999 auch Bischofsvikar für die Laien. Danach fungierte Álvarez als Generalvikar des Erzbistums Córdoba und als Bischofsvikar für die Laienvereinigungen und die geistlichen Bewegungen sowie als Moderator der Kurie. Ab 2014 war er Pfarrer der Pfarrei Ascensión del Señor in Córdoba und ab 2015 zusätzlich erneut Beichtvater am Priesterseminar. Im März 2023 wurde Álvarez zudem abermals Generalvikar. Daneben war er Professor für Fundamentaltheologie und für christliche Spiritualität am Priesterseminar in Córdoba.
Am 11. August 2023 ernannte ihn Papst Franziskus zum Titularbischof von Cubda und zum Weihbischof in Córdoba. Der Erzbischof von Córdoba, Ángel Sixto Kardinal Rossi SJ, spendete ihm und Alejandro Musolino SDB am 3. November desselben Jahres in der Kathedrale von Córdoba die Bischofsweihe; Mitkonsekratoren waren der emeritierte Erzbischof von Córdoba, Carlos José Ñáñez, und der emeritierte Erzbischof von Mendoza, José María Arancibia, sowie der Bischof von Viedma, Esteban María Laxague SDB, und der emeritierte Bischof von Río Gallegos, Juan Carlos Romanín SDB.